# Kenichi Yamanaka
Kenichi Yamanaka (født 29. november 1943) er en japansk judoka. Hans største præstation var at få sølv ved VM i judo 1965 i Rio de Janeiro, hvor han blev slået af Isao Okano.
Han har deltaget i All-Japan-judomesterskaberne 4 gange, og hans bedste placering var en tredjeplads i 1968.
Siden 1976 har han undervist i judo i sin dojo, Shūeikan.
Blandt hans elever er den tidligere asienmester i judo Takamasa Anai.

## Eksterne henvisininger
- Kenichi Yamanaka hos JudoInside.com (engelsk)